# Eglinton Island
Eglinton Island är en ö i Kanada.   Den ligger i territoriet Northwest Territories, i den norra delen av landet, 3 900 km nordväst om huvudstaden Ottawa. Ön har en yta på 1 541 km²
Terrängen på Eglinton Island är platt. Öns högsta punkt är 228 meter över havet. Den sträcker sig 69,6 kilometer i nord-sydlig riktning, och 53,6 kilometer i öst-västlig riktning.

Trakten runt Eglinton Island består i huvudsak av gräsmarker. Trakten runt Eglinton Island är nära nog obefolkad, med mindre än två invånare per kvadratkilometer.